# Emmet, Arkansas
Emmet är en ort i Hempstead County, och Nevada County i Arkansas. Orten har fått sitt namn efter postmästaren Emmet Elgin. Vid 2010 års folkräkning hade Emmet 518 invånare.